# 飲馬黃河
《饮马黄河》是司马翎后期辉煌作品。

## 故事大綱
落难王孙朱宗潜以其无上智慧、无比之勇气与毅力，为其师父洗雪“狼人”之冤屈，并消灭了职业凶手集团——黑龙寨，逼退意欲征服天下武林的冰宫，及代表朝廷利益的东厂高手，成就不世功德，饮马黄河，豪气干云。
此书描述黑龙头沈千机的计谋深远、身份面目多变，令人骇讶；铜面凶神佟长白的坦白率真与雪女的冷傲孤芳恰成对比，而他们正好有气机互相吸引之妙，而又都对朱宗潜亲近臣服，这三人之间的互动以及共同对抗沈千机的情景，形成对读者极有魅力的篇章。

## 人物介紹
- 朱宗潜：具無上智慧、無比之勇氣與毅力，成為當代奇才，被譽為武林彗星。其實他是已薨的西王的兒子。
- 卓蒙：外號「冷面劍客」，早一輩的高手，朱宗潜的師父，劍法天下無雙，傳聞功力可比失蹤已久的武林三大異人。後來遭人陷害，服下變狼藥，從此每到月圓之夜，他就變成喪失人性的狼人。
- 康神農：性情有些怪僤的老人，但是他的醫術及毒術卻是天下無雙的。
- 沈千機：康神農的大徒弟，為黑龍寨的黑龍頭，其實另一身份是「三手殃神」門逵。
- 雪女：冰宮聖母門下，從不敢違抗聖母旨意。開始時與朱宗潛為敵，後慢慢折服於朱宗潛的魅力之下。
- 金羅尊者：武林三大異人之一，一身武功出神入化，為兩百年來少林派第一高手。
- 韓昌：武林三大異人之一， 武當派「啞仙」。
- 甄虛無：武林三大異人之一，外號「白衫客」，冰宮聖母。

## 小說目錄
1. 英雄救美
2. 禁果奇功
3. 波谲云诡
4. 鞭刃无情
5. 豪气凌云
6. 红粉知己
7. 一登龙门
8. 分尸大阵
9. 冰宫雪女
10. 敌乎友乎
11. 扑朔迷离
12. 为师屈膝
13. 香饵诱敌
14. 冰宫绝艺
15. 天罗地网
16. 师恩难报
17. 虎尾春冰
18. 罪魁祸首
19. 请君入瓮
20. 真相大白